# Gleadovia
Gleadovia es un género de plantas sin clorofila, perenne, parásita, de la familia de las Orobancáceas. Comprende 7 especies descritas y de estas, solo 3 aceptadas.

## Taxonomía
El género fue descrito por Gamble & Prain y publicado en Journal of the Asiatic Society of Bengal. Part 2. Natural History 69: 488. 1901.    La especie tipo es:  Gleadovia ruborum Gamble & Prain

## Especies aceptadas
A continuación se brinda un listado de las especies del género Gleadovia  aceptadas hasta mayo de 2014, ordenadas alfabéticamente. Para cada una se indica el nombre binomial seguido del autor, abreviado según las convenciones y usos: 
- Gleadovia banerjiana Deb
- Gleadovia mupinensis Hu
- Gleadovia ruborum Gamble & Prain